# Luzé
 Luzé  es una población y comuna francesa, en la región de  Centro, departamento de Indre y Loira, en el distrito de Chinon y cantón de Richelieu.

## Demografía
| 414 | 396 | 347 | 323 | 273 | 263 | 266 |
| Para los censos de 1962 a 1999 la población legal corresponde a la población sin duplicidades (Fuente: INSEE [Consultar]) |     |     |     |     |     |     |